# Konstruktiv minimalisme
Konstruktiv minimalisme kan betegne anvendelsen af de færrest mulige ressourcer i ingeniørmæssig og anden form for konstruktion. Som eksempler på minimalisme i naturen er ofte nævnt sæbeboblen og æggeskallen på et hønseæg.
En fremtrædende forsker og praktiker i den konstruktive minimalisme er den danske ingeniør Erik Reitzel.
Inden for kunsten findes en parallel form for minimalisme.
| Arkitektur | Spire Denne arkitekturartikel er en spire som bør udbygges. Du er velkommen til at hjælpe Wikipedia ved at udvide den. |